# Drama (canción de Janalynn Castelino)
«Drama» es una canción de la cantante italo-india Janalynn Castelino.  Fue lanzado como single, disponible para descarga digital y transmisión el 20 de septiembre de 2024 junto con su acompañamiento audiovisual.

## Antecedentes y lanzamiento
Castelino hizo su debut español con el sencillo pop "Drama".  Producida en el género pop latino, la inspiración detrás de la canción fue la expresión personal de emoción y sentimiento de Janalynn en una relación dramática.

## Vídeo musical
Un vídeo musical oficial de "Drama" se lanzó en todo el mundo el 18 de octubre de 2024 a través del canal de YouTube de Janalynn, y la fecha de lanzamiento coincidió con su cumpleaños. El video fue filmado con estética retro e interpretado en solitario por Castelino.
Un lanzamiento de seguimiento "But Without You" se lanzó posteriormente el 21 de marzo de 2025.